# Weststraat 15

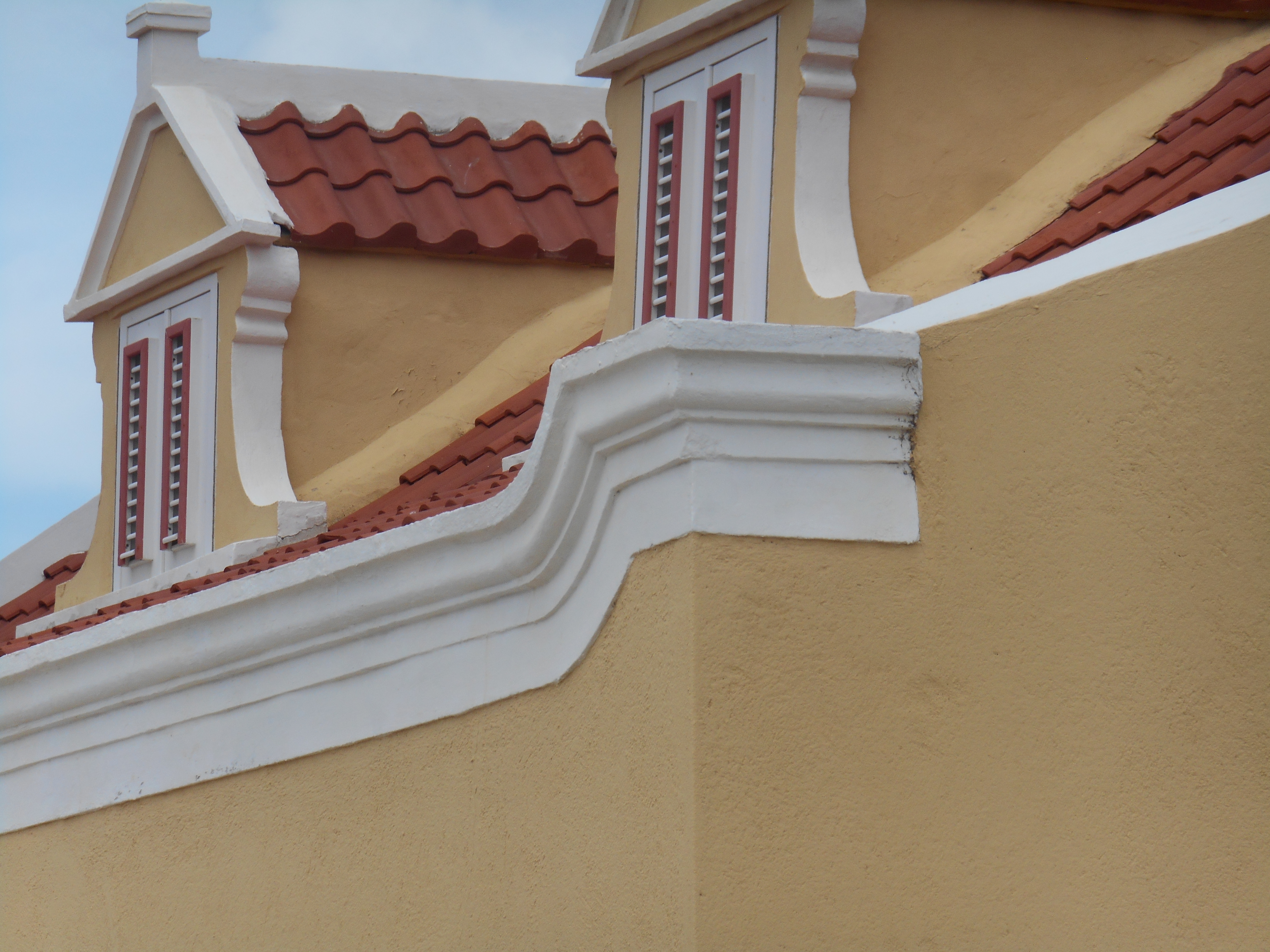
Dakkappellen Weststraat 15

Weststraat 15 is een stadskunukuhuis gelegen aan de Weststraat 15 in Oranjestad, de hoofdstad van Aruba. Het staat ook bekend als het Gele Huisje (of "Casita Geel" in Papiaments) of ex-Aruba Bank Huisje.
Het is tot stand gekomen mogelijk in 1908. Er is ook sprake volgens Plantage Zorg en Hoop dat het in 1860 zou zijn gebouwd door een Fransman. Het jaartal 1908 en huisnummer 97 boven de hoofdingang zouden hierdoor verwijzen naar een verbouwing uitgevoerd door de toenmalige eigenaar Richard Johannes Eman die het had aangekocht. Eman was gehuwd met Johana van der Biest en samen kregen ze zes kinderen. Als volwassene trouwde een van de dochters met de bankier John Gerard Eman die de stichter was van de Aruba Bank.
Oorspronkelijk lag het huis op de noordwesthoek van de Caya G.F. Betico Croes, voormalige Nassaustraat, en de Waterweg. Het lag met de gevel ver van de rooilijn met een pleintje met grote bomen ervoor. In het stedelijk context en voornamelijk voor de hoofdwinkelstraat van Oranjestad was dit huisje zeer bijzonder want het was nog het laatste stadskunukuhuis aanwezig in deze straat. Alle andere stadskunukuhuizen waren tijdens de 20ste eeuw gesloopt en vervangen door nieuwe modernere gebouwen.

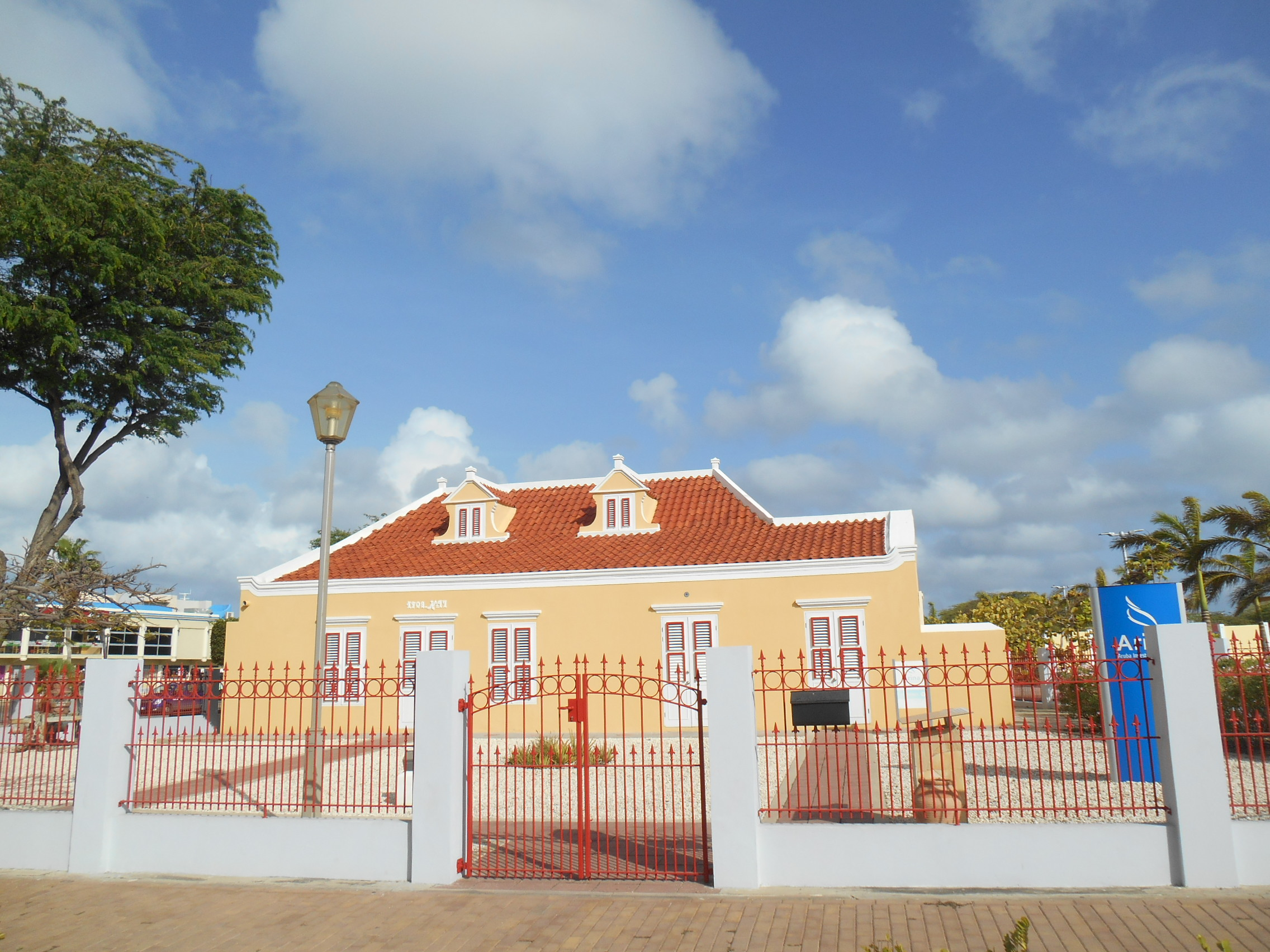
Voorgevel Weststraat 15

In 1998 wou de Aruba Bank N.V. het kunukuhuisje slopen ten behoeve van de uitbreiding van het moderne en nieuwere bankgebouw ernaast gelegen. De Stichting Monumentenfonds Aruba spande een kort geding aan waarna de bank in hoger beroep ging. De uitspraak van het gerecht was dat het huisje behouden moest worden maar dat de overheid het huisje een status van beschermd monument moest geven. Dit was zeer moeilijk daar de Staten van Aruba toen nog geen goedkeuring had gegeven ten behoeve van ten minste voorbescherming. De Monumentenraad besloot dat de oplossing was om het pand te verplaatsen. Het was belangrijk een locatie te vinden binnen de stad waar ook het huisje op afstand van de rooilijn geplaatst kon worden. Aan het begin van 2001 begon het project om het huisje te verplaatsen naar zijn nieuwe locatie aan de Weststraat.
Om het huisje te verplaatsen werden de gevels in delen bekist, alsook de dakkapellen. Andere delen van het huisje werden uit elkaar gehaald om te verplaatsen of werden anders door hun bouwkundige staat vervangen op de nieuwe locatie. Op de nieuwe locatie werd een platenfundering gestort en werden de wanden hierop geplaatst. Tijdens het verdelen van de wanden ten behoeve van de verplaatsing en het verwijderen van de pleisterlagen waren drie deuropeningen aangetroffen in iedere langswand van de originele woonkamer (kern) van het huisje. Totaal zes deuropeningen. Dit is zeldzaam daar traditionele kunukuhuizen op Aruba één deur in het midden hebben met een venster aan iedere zijde. Als het kunukuhuis ook een winkelfunctie heeft gehad naast een woonhuis te zijn dan vindt men meerdere deuropeningen in de gevels. Tijdens het ontmantelen van het huisje heeft men ook ontdekt dat de originele vloer 25 centimeter lager lag voorheen toen de voormalige Nassaustraat een zandweg was. Daarna hebben de eigenaren nog twee vloeren aangebracht gedurende de jaren op verschillende niveaus. Sporen van een "fogon" (een fornuis) waren ook aangetroffen tijdens de ontmanteling maar deze was niet opnieuw aangebracht op de nieuwe locatie aan de Weststraat daar er geen oude foto’s bestaan om de afmetingen te kunnen achterhalen. Een resterend deel van de erfafscheiding was ook tijdens de verplaatsing meegenomen en wederom geplaatst.
Het project om het Gele Huisje te verplaatsen is op 21 augustus 2000 gestart en op 12 december 2001 opgeleverd. In totaal heeft het project AWG 665.501,78 gekost waarvan de Aruba Bank AWG 100.000,00 en de stichting Monumentenfonds Aruba AWG 565.501,78 hebben gefinancierd. De werkzaamheden waren uitgevoerd door het aannemersbedrijf Albo Aruba N.V. Dit project was ingediend voor een prijs bij de Smithsonian USTOA Conservation Award prijsvraag maar had de prijs niet gehaald.
Het kunukuhuis bestaat uit een kern en voorheen een zuidelijke en een noordelijke galerij. Tegenwoordig zijn deze een oostelijke en westelijke galerij vanwege de nieuwe locatie. De wanden van de gevels zijn uit breuksteen gemaakt en gepleisterd. Het dak van de kern is een schilddak en de galerijen worden afgedekt ieder met een aangekapte lessenaarsdak. Op het dak van de kern bevinden zich ook vier dakkapellen, wat ook zeldzaam is. Het schilddak heeft een nok en hoekkeeperlijsten van opstaand pleisterwerk met een houten piron op iedere broekstuk. De dakkapellen hebben ieder een klein raam bestaande uit twee smalle shutterpanelen. Alle daken worden bedekt met rode Hollandse pannen. De gevels hebben aan de bovenzijde een geprofileerde gootlijst dat een verscholen goot, in het Papiaments "borigit" genoemd, verbergt. De voorgevel bestaat uit een serie vensters en deuren. Aan de linkerzijde twee vensters met dubbele shutterpanelen met in het midden een deur met twee vleugels met shutterpanelen. Rechts van het tweede venster bevinden zich nog twee deuren van twee vleugels ieder met shutterpanelen. De vensters en deuren hebben allen een geprofileerde waterlijst aan de bovenzijde.
Het kunukuhuis gelegen aan de Weststraat 15 is een beschermd monument en is op 10 maart 2011 in het Monumentenregister ingeschreven. Het is eigendom van de Stichting Monumentenfonds Aruba en was tot eind 2019 in gebruik als kantoor van ARINA.